# Stortjärnen (Lycksele socken, Lappland, 716617-164342)
Stortjärnen är en sjö i Lycksele kommun i Lappland och ingår i Umeälvens huvudavrinningsområde. Sjön har en area på 0,103 kvadratkilometer och ligger 233,1 meter över havet. Sjön avvattnas av vattendraget Nottjärnbäcken.

## Delavrinningsområde
Stortjärnen ingår i det delavrinningsområde (716644-164309) som SMHI kallar för Mynnar i Lapp-Arvträsket. Medelhöjden är 263 meter över havet och ytan är 21,56 kvadratkilometer. Det finns inga avrinningsområden uppströms utan avrinningsområdet är högsta punkten. Nottjärnbäcken som avvattnar avrinningsområdet har biflödesordning 4, vilket innebär att vattnet flödar genom totalt 4 vattendrag innan det når havet efter 153 kilometer. Avrinningsområdet består mestadels av skog (94 procent). Avrinningsområdet har 0,86 kvadratkilometer vattenytor vilket ger det en sjöprocent på 4 procent.